# Аудиторское училище Военного министерства
Аудиторское училище Военного министерства — учебное заведение в Российской империи для подготовки военных юристов.

## Предыстория
Ещё Пётр I указом подрядной канцелярии от 11 апреля 1719 года повелел заняться подготовкой «20 человек добрых и молодых, и шляхетских детей», присланных военной коллегией «для науки аудиторских дел». Он был озабочен мыслью об образовании военных законоведов из русских людей и полагал передать в их руки производство военно-судных дел в специально учреждённых коллегиальных военных судах; только образованным военным юристам можно было «вручить грозный Артикул Военный». Предполагалось создание иерархии генерал-, обер- и полковых аудиторов. Однако такой корпус аудиторов не был создан, несмотря на рост армии и на развитие военных учреждений (ордонансгаузы и т.п.), нуждавшихся в специалистах для делопроизводства в судах. В результате к концу XVIII века вошло в обычай назначать в аудиторы, по распоряжению полковых шефов, писарей, обученных в учреждённых в 1732 году гарнизонных школах. Павел I, стремясь изгнать произвол при отправлении военного правосудия положил начало организации аудиториатского ведомства, во главе которого поставил генерал-аудитора, избрав на этот пост генерал-лейтенанта князя И. А. Шаховского. Постепенно были выработаны условия для комплектования войск аудиторами, было определено несколько вариантов их подготовки.
Особенное внимание на подготовку аудиторов обратил, возглавивший в 1805 году Генерал-аудиториат, князь С. И. Салагов; подготовка эта производилась практическим путём при Генерал-аудиториате, который выпустил в войска «немалое число» обученных аудиторскому делу молодых людей; чтобы заинтересовать этих молодых людей, исполнявших в Генерал-аудиториате должности «писцов», им был положен оклад в 300 рублей содержания в год. С 1809 по 1816 годы подготовка аудиторов была передана в Министерство юстиции, которое поручило его уголовному департаменту сената, но желающих занимать аудиторские должности, несмотря на вызовы, совсем не оказалось. В 1816 году Александр I поручил министру юстиции князю Д. И. Лобанову-Ростовскому принять действительные меры для комплектования армии аудиторами.

## Аудиторская школа
Николай I не только поднял значение аудиторской должности, увеличив их материальное содержание, но и способствовал улучшению военно-судебной части, положив основание Аудиторской школе, которая была учреждена 10 (22) ноября 1832 года в составе Санкт-Петербургского батальона кантонистов. Целью её была подготовка юристов для военно-сухопутного и морского ведомств. Основой школы стали помещения, средства и часть учеников закрытого Военно-учительского института. Школа располагалась в здании военного ведомства на набережной Мойки, 96.
Рассчитана она была на 40 воспитанников из дворянских и обер-офицерских детей в возрасте 14-18 лет и 60 кантонистов солдатских детей в возрасте 16-18 лет. Курс обучения сначала продолжался 3 года с выпуском в декабре; в 1839 году прибавился 4-й класс и выпускные экзамены стали проводиться через полтора года, вследствие чего учебный курс продолжался 6 лет. Для преподавания юридических предметов (⅕ часть всего курса) и словесности приглашались адъюнкты из университета, общие предметы преподавали учителя из средних учебных заведений, а занятия в начальных классах проводили учителя Санкт-Петербургского батальона кантонистов. Выпускники производились в унтер-офицеры с наименованием «аудиторскими помощниками» и после приобретения практического навыка в соответствующих департаментах или ордонансгаузах, определялись аудиторами в сухопутное и морское ведомства. Выпускники школы из кантонистов обязаны были служить аудиторами не менее 15 лет, а из дворян и обер-офицеров — не менее 10 лет. Кроме того все воспитанники при выпуске получали образованный при их поступлении кредитный капитал. Заведующим школой был назначен майор Смирницкий.
В 1845 году число воспитанников было увеличено со 100 до 180 человек; был расширен учебный план. В школу стали приниматься дети гражданских чинов, преимущественно, аудиторов и чиновников военного министерства. В 1845 году училище с отличием окончил Николай Мещерский. 
В 1846 году школа переименована была в Аудиторское училище.

## Аудиторское училище
По Положению об Аудиторской школе Военного министерства от 11.09.1846 г. число учеников составляло: 150 казённокоштных и 20 своекоштных (с платой 150 руб. в год). Для детей дворян, офицеров и состоявших на службе чинов аудиторского ведомства были предоставлены некоторые льготы по содержанию. Однако долгое время главный контингент воспитанников вербовался из фельдфебелей и вахмистров и в лучшем случае из военных писарей. Неспособных к аудиторской службе выпускали в строевые части унтер-офицерами, а нерадивых — в аудиторские писари.
В 1858 году был упразднён департамент военных поселений и училище было отнесено к военному ведомству. В 1860 году в нём была введена новая, значительно увеличенная, программа. По Положению от 02.08.1860 г. училище получило совершенно самостоятельное положение. Согласно этому Положению училище по-прежнему состояло из 170 воспитанников, но число своекоштных могло быть увеличено по мере свободного помещения. В училище принимались в возрасте от 13 до 17 лет включительно: 1) на казённое содержание — сыновья дворян, штаб— и обер-офицеров и чиновников, причем преимущество отдавалось сыновьям аудиторов и чиновников военного министерства; 2) своекоштными пансионерами: а) воспитанники горного и других казённых ведомств, присылаемые для приготовления в аудиторы; б) сыновья купцов 1-й гильдии, состоявших в ней не менее 12 лет; в) сыновья духовных и вообще лиц, имевших право на поступление в гражданскую службу. Своекоштные пансионеры вносили в училище ежегодно 180 рублей. Училище разделялось на 5 классов: три высших — специальных; и два низших — общих. Из предметов специально юридических особенное внимание обращалось на историю законодательства в России, на изучение военных законов и военного судопроизводства. Для практического ознакомления воспитанников с их будущею деятельностью в училище присылались из аудиториатского департамента решённые военно-судные дела по назначению генерал-аудитора. Каникулы продолжались с 1 июля по 1 августа.
Воспитанники, окончившие полный курс наук, выпускались или аудиторами с чином коллежского регистратора, или же аудиторскими помощниками унтер-офицерского звания, которые через год производились в классный чин. Казённокоштные воспитанники обязаны были по окончании курса прослужить по аудиториатскому ведомству не менее 8 лет, а своекоштные — не менее 4 лет.
В числе лучших выпускников училища, имена которых были помещены на мраморную доску, были Андрей Фёдорович Переяславцев (вып. 1847) и Николай Илларионович Цытович (вып. 1853). 
С 1864 года училище было подчинено непосредственно генерал-аудитору и приобрело некоторые права учебных заведений высшего разряда.
В 1866 году при училище были открыты офицерские классы, преобразованные в 1867 году в Военно-юридическую академию.
В 1868 году Аудиторское училище было переименовано в Военно-юридическое училище; при этом общие классы были закрыты и оставлены лишь 3 специальных для подготовки в аудиторы лиц, кончивших курс средних учебных заведений. В следующем году Военно-юридическое училище получило права высшего учебного заведения.
В 1878 году, при преобразовании Военно-юридической академии, Военно-юридическое училище было упразднено.